# Bernhard Schlink
Bernhard Schlink, né le 6 juillet 1944 à Bielefeld en Allemagne, est un écrivain allemand. Il est notamment connu pour avoir écrit Le Liseur (1995) (titre original : Der Vorleser).

## Biographie
Bernhard Schlink grandit à Heidelberg dans une famille allemande protestante. Son père Edmund Schlink (1903-1984), pasteur et professeur de théologie à l’université avait été relevé de ses fonctions par le régime nazi et n’avait retrouvé sa chaire qu’à la fin de la guerre. Sa mère Irmgard Ostwald originaire de Suisse alémanique était une étudiante de son père. Mariés en 1938, ils eurent deux filles et deux garçons.
Schlink étudie le droit à l'université de Heidelberg, puis à l'université libre de Berlin. Après ses études, il exerce comme professeur de droit public à l'université rhénane Frédéric-Guillaume de Bonn, puis à l'université Johann Wolfgang Goethe de Francfort-sur-le-Main, où il est professeur de droit public, droit social et de philosophie du droit. Depuis 1992, il est professeur de droit public et de philosophie du droit à l’université Humboldt de Berlin. De 1987 à 2006, il est également devenu juge au tribunal constitutionnel du Land de Rhénanie-du-Nord-Westphalie. Schlink est membre du Parti social-démocrate d'Allemagne.
Il amorce sa carrière comme écrivain par plusieurs romans policiers, dont le premier, Brouillard sur Mannheim, est écrit en collaboration avec son ami Walter Popp. On retrouve dans les romans policiers suivants son personnage principal, Gerhard Selb (Selb vient de « selbst » qui veut dire « soi-même », l’auteur s'étant imaginé plus âgé). Selb est un ancien procureur nazi rejeté du système judiciaire à la fin de la guerre et devenu détective privé. Il n’accepte pas la réintégration qui lui est proposée et son caractère têtu et indiscipliné de détective s’affirme en réaction contre l’obéissance aveugle dont il regrette avoir fait preuve comme procureur. L’un de ses romans, Le Nœud gordien (Die gordische Schleife, 1988) a obtenu le prix Glauser en 1989. 
En 1995, il publie Der Vorleser (publié en France en 1996 sous le titre Le Liseur), un roman partiellement autobiographique. Ce livre devient rapidement un bestseller. Il est traduit dans 37 langues et est le premier livre allemand à atteindre la première position sur la liste de bestsellers publiée par le New-York Times. Le Liseur fait entendre la voix des Allemands nés dans l'immédiat après-guerre. Le livre est à la fois un roman d’amour et un roman qui pose des problèmes d’éthique, ceux de la culpabilité et du rapport entre comprendre et juger et des relations entre gens de classes sociales différentes. Il évite l'écueil de la banalisation des crimes de guerre nazis qui aurait pu lui être reproché. Pour Le Liseur, Bernhard Schlink reçoit le Prix Grinzane Cavour, le prix Laure Bataillon, prix décerné à des œuvres traduites en français, et le Prix des libraires du Québec en 1997, ainsi que le prix Hans-Fallada (de) en 1998. 
Bernhard Schlink a également reçu le prix littéraire du journal Die Welt en 1999, le Prix Heinrich Heine en 2000, l'Ordre du Mérite de la République fédérale d'Allemagne en 2004 et le Prix Park Kyung-ni en 2014.

## Œuvre

### Romans

#### SérieSelb
- Selbs Justiz (1987), roman policier en collaboration avec Walter Popp Publié en français sous le titre Brouillard sur Mannheim, traduit par Martin Ziegler et revu par Olivier Mannoni, Paris, Gallimard, Série noire no 2479, 1997  (ISBN 2-07-049645-7) ; réédition, Paris, Gallimard, Folio policier no 135, 1999  (ISBN 2-07-041090-0)
- Selbs Betrug (1992) Publié en français sous le titre Un hiver à Mannheim, traduit par Patrick Kermann et revu par Olivier Mannoni, Paris, Gallimard, Série noire no 2582, 2000  (ISBN 2-07-049646-5) ; réédition, Paris, Gallimard, Folio policier no 297, 2003  (ISBN 2-07-042913-X)
- Selbs Mord (2001) Publié en français sous le titre La Fin de Selb, traduit par Martin Ziegler et revu par Olivier Mannoni, Paris, Gallimard, Série noire no 2684, 2003  (ISBN 2-07-042311-5) ; réédition, Paris, Gallimard, Folio policier no 542, 2009  (ISBN 978-2-07-037964-4)

#### Autres romans
- Die gordische Schleife (1988) Publié en français sous le titre Le Nœud gordien, traduit par Patrick Kermann et revu par Françoise Merle, Paris, Gallimard, Série noire no 2623, 2001  (ISBN 2-07-049849-2) ; réédition, Paris, Gallimard, Folio policier no 438, 2006  (ISBN 2-07-034076-7)
- Der Vorleser (1995) Publié en français sous le titre Le Liseur, traduit par Bernard Lortholary, Paris, Gallimard, coll. Du monde entier, 1996  (ISBN 2-07-074489-2) ; réédition, Paris, Gallimard, Folio no 3158, 1999  (ISBN 2-07-040458-7)
- Zuckererbsen (2000)
- Die Heimkehr (2006) Publié en français sous le titre Le Retour, traduit par Bernard Lortholary, Paris, Gallimard, coll. Du monde entier, 2006  (ISBN 978-2-07-078098-3) ; réédition, Paris, Gallimard, Folio no 4703, 2007  (ISBN 978-2-07-035539-6)
- Das Wochenende (2008) Publié en français sous le titre Le Week-end, traduit par Bernard Lortholary, Paris, Gallimard, coll. Du monde entier, 2008  (ISBN 978-2-07-012135-9) ; réédition, Paris, Gallimard, Folio no 5031, 2010  (ISBN 978-2-07-040264-9)
- Gedanken über das Schreiben. Heidelberger Poetikvorlesungen (2011)
- Die Frau auf der Treppe (2014) Publié en français sous le titre La Femme sur l'escalier, traduit par Bernard Lortholary, Paris, Gallimard, coll. Du monde entier, 2016  (ISBN 978-2-07-014835-6)
- Olga (2018)  Publié en français sous le titre Olga, traduit par Bernard Lortholary, Paris, Gallimard, coll. Du monde entier, 2018 (ISBN 978-2072799808); réédition, Paris, Gallimard, Folio no 6828, 2020  (ISBN 978-2-072-87566-3)
- Die Enkelin (2021) Publié en français sous le titre La Petite-Fille, Gallimard, 2023,  (ISBN 9782072995316)

### Recueils de nouvelles
- Liebesfluchten (2000) Publié en français sous le titre Amours en fuite, traduit par Bernard Lortholary et Robert Simon, Paris, Gallimard, coll. Du monde entier, 2001  (ISBN 2-07-075839-7) ; réédition, Paris, Gallimard, Folio no 3745, 2002  (ISBN 2-07-042526-6)
- Sommerlügen (2010) Publié en français sous le titre Mensonges d'été, traduit par Bernard Lortholary, Paris, Gallimard, coll. Du monde entier, 2012  (ISBN 978-2-07-013314-7) ; réédition, Paris, Gallimard, Folio no 5629, 2013  (ISBN 978-2-07-045324-5)
- Abschiedsfarben (2020) Publié en français sous le titre Couleurs de l'adieu, traduit par Bernard Lortholary, Paris, Gallimard, coll. Du monde entier, 2022  (ISBN 978-2-07-293860-3)

### Autres publications
- Heimat als Utopie (2000)
- Vergewisserungen – Über Politik, Recht, Schreiben und Glauben (2005) Publié en français sous le titre Vérifications faites, traduit par Daniel Mirsky, Paris, Gallimard, Arcades no 88, 2001  (ISBN 2-07-049849-2)
- Vergangenheitsschuld. Beiträge zu einem deutschen Thema (2007)
- Grundrechte. Staatsrecht II (2014), en collaboration avec Bodo Pieroth
- Polizei- und Ordnungsrecht mit Versammlungsrecht (2014), en collaboration avec Bodo Pieroth

## Adaptations

### Au cinéma
- 2008 : The Other Man, film américano-britannique de Richard Eyre, d'après la nouvelle Der Andere, avec Liam Neeson, Antonio Banderas et Laura Linney
- 2008 : The Reader, film américain réalisé par Stephen Daldry, scénario de David Hare d'après le roman Le Liseur, avec Kate Winslet, Ralph Fiennes, David Kross et Bruno Ganz
- 2012 : Das Wochenende, film allemand réalisé par Nina Grosse, d'après le roman Le Week-end, avec Sebastian Koch et Katja Riemann

### À la télévision
- 1991 : Der Tod kam als Freund, téléfilm allemand réalisé par Nico Hofmann, d'après le roman Brouillard sur Mannheim, avec Sebastian Koch et Heino Ferch

## Prix
- Prix Eeva Joenpelto, 2001